# Södra Stutögat
Södra Stutögat är en sjö i Eda kommun i Värmland och ingår i Göta älvs huvudavrinningsområde. Sjöns area är 0,033 kvadratkilometer och den befinner sig 225 meter över havet.